# アメリカン・ガールズ
「アメリカン・ガールズ」（原題：The　American　Girls）は1978年9月23日-11月11日の土曜日の夜にCBSに放映されたアメリカの冒険ドラマシリーズである。
日本では東京12チャンネル（現：テレビ東京）で1979年10月1日から同年12月10日まで放映された。放送時間は月曜22:00 - 22:54（JST）。
| 東京12チャンネル 月曜22時枠 | 東京12チャンネル 月曜22時枠 | 東京12チャンネル 月曜22時枠        |
| 前番組                      | 番組名                      | 次番組                             |
| --------------------------- | --------------------------- | ---------------------------------- |
| ファミリー愛の肖像          | アメリカン・ガールズ        | アメリカン・ガールⅡ 女のエアポート |

| スタブアイコン | サブスタブ | この項目は、まだ閲覧者の調べものの参照としては役立たない、テレビ番組に関連した書きかけの項目です。この項目を加筆・訂正などしてくださる協力者を求めています（P:テレビ/PJ:放送または配信の番組）。 |